# Stanza (architettura)
La stanza (o camera in caso di edifici residenziali) è ognuno degli ambienti interni di un edificio, ad uso abitazione o ufficio. La planimetria di una camera, l'uso e le decorazioni interne sono parte dell'architettura.

## Descrizione
L'unità  base di un appartamento, di una casa o di un edificio è la stanza, un locale che riceve luce direttamente dall'esterno.
Può assumere altri nomi in base alla destinazione d'uso (per esempio la stanza da bagno, la camera da letto, la cucina, il corridoio, il ripostiglio, la sala da pranzo, ecc.). Le camere più grandi sono chiamate sale o hall (ad esempio, l'ingresso di un albergo), quelle più piccole ripostigli.
Le dimensioni della stanza devono essere tali da consentire la giusta collocazione dei mobili lasciando lo spazio sufficiente per muoversi.
In una stanza abbiamo diversi elementi base:
- Porta: lascia passare mobili e persone; in genere ha un'altezza di 210 cm.
- Finestra: lascia circolare aria e luce; il davanzale deve avere altezza sufficiente da consentire di potersi affacciare senza rischio di precipitare.
- Sguancio: taglio obliquo ai lati delle finestre che facilita l'apertura delle ante e l'entrata della luce.
- Mazzetta: parte del muro che delimita la porta.
- Altezza: altezza minima per essere abitabile (nel caso delle norme in Italia, di 270 cm.).[L'abitabilità è riferita all'intera abitazione non alla singola stanza.]

## Tipi di uso
| Nome                                        | Descrizione | Immagine |
| ------------------------------------------- | --- | --- |
| Stanza da bagno                             | Un locale adibito alla sede di apparecchi igienico-sanitari, diffuso in gran parte del mondo. | Una moderna stanza da bagno                                                                                              |
| Camera da letto                             | La stanza di una casa in cui si dorme. | Camera da letto tedesca del periodo neo-biedermeier (1910)                                                               |
| Sala da pranzo o tinello                    | Designa uno spazio o un luogo in cui le persone si riuniscono per mangiare, attorno a un tavolo circondato di sedie, cibo, colazione, pranzo, cena o spuntino. Un refettorio è una sala da pranzo, soprattutto nei monasteri, nei collegi e nelle istituzioni accademiche. | La sala da pranzo del Palazzo blu a Pisa                                                                                 |
| Cucina                                      | Stanza della casa dove viene preparato, cotto e talvolta consumato il cibo. | Una moderna cucina di un'abitazione                                                                                      |
| Salotto                                     | Una stanza destinata ad un'attività collettiva. | Harewood House, salotto, Regno Unito                                                                                     |
| Ingresso o atrio                            | L'atrio nell'architettura è un ampio spazio aperto collocato all'interno di un edificio, in genere ad uso pubblico (civile o religioso) o comunque di rappresentanza. | Atrio del Palazzo di Giustizia di Vienna                                                                                 |
| Corridoio                                   | Uno spazio architettonico, solitamente stretto ma a volte anche più largo, e comunque sempre molto più lungo che largo, e serve per consentire il passaggio da una parte all'altra di un edificio. Alcuni corridoi sono contenuti in vere e proprie stanze arredate. | Un corridoio a Santa Cruz de La Palma                                                                                    |
| Scale                                       | La scala in architettura è una costruzione edilizia che si definisce come struttura di collegamento verticale fra i diversi piani di un edificio. Alcune scale sono contenute in vere e proprie stanze arredate ad esempio con piante, affreschi, quadri, statue, e così via. | Place du Grand Sablon 5, Bruxelles (Belgio). Casa costruita intorno al 1785. Tromba delle scale Luigi XVI.               |
| Studio                                      | Un ambiente riservato ad attività di studio, lettura o lavoro. | Studio in un vecchio maniero nel Regno Unito                                                                             |
| Biblioteca                                  | Una stanza finalizzata alla raccolta e alla conservazione di risorse fisiche come libri, riviste, CD, DVD, o digitali come ebook, basi di dati, riviste elettroniche. | La Biblioteca Apostolica Vaticana, tra le più antiche al mondo, contiene una delle più significative raccolte di volumi. |
| Guardaroba                                  | Stanza nel quale si ripongono vestiti e biancheria. | Guardaroba della sala concerti di Ravensburg                                                                             |
| Soggiorno                                   | La stanza di un'unità abitativa nella quale hanno luogo numerose attività familiari diurne o comunque del periodo di veglia. | Il soggiorno di una casa a Henderson, Nevada                                                                             |
| Cantina                                     | Un locale, completamente o parzialmente interrato, adibito alla maturazione e conservazione del vino o di altri cibi o bevande. | Cantina di Schramsberg Vineyards, Napa Valley, California                                                                |
| Lavanderia                                  | Un locale dove si possono lavare i vestiti e la biancheria. | Lavanderia milanese nel XIX secolo                                                                                       |
| Mansarda                                    | Stanza ricavata in un sottotetto o attico. | Interno di una mansarda situata in una villa nel centro di Sanremo                                                       |
| Sala d'attesa                               | Nelle stazioni ferroviarie, degli autobus, e dove si attende un appuntamento. | Sala d'attesa di uno studio medico                                                                                       |
| Spogliatoio                                 | Una stanza adibita al cambio di indumenti, principalmente in ambito sportivo. | Lo spogliatoio del Frosinone allo stadio Benito Stirpe                                                                   |
| Camerino                                    | Stanza dove una persona può provare dei vestiti in un negozio. | Antico camerino |
| Aula                                        | Nelle scuole e simili, dove si insegna. | Aula nella Koh Panyee Village School, provincia di Phang Nga, Thailandia                                                 |
| Boudoir                                     | Una stanza privata di una signora, un salotto o uno spogliatoio, di moda nel XVIII secolo. | Illustrazione di un boudoir, in epoca Luigi XVI, di Frederick Litchfield, 1893                                           |
| Suite                                       | Viene definita "suite" una lussuosa stanza d'albergo. | Suite dell'Hotel Musee, Québec, Canada                                                                                   |
| Dormitorio                                  | Una stanza adibita a posti letto. | Dormitorio nel 1898 |
| Dispensa                                    | Una stanza in cui sono conservate bevande, cibo e talvolta piatti, prodotti chimici per la pulizia della casa, biancheria o provviste. | Dispensa ottocentesca |
| Stanza della reception                      | Una stanza presente negli hotel vicino alla reception solitamente dotata di divani, TV, un tavolo, riviste, giornali. | Esempio di reception room                                                                                                |
| Ufficio                                     | Una stanza in cui delle persone svolgono degli impieghi. | Ufficio della Segreteria Tesoro, New York, 1937                                                                          |
| Magazzino o ripostiglio                     | Stanza adibita a conservare merci e/o oggetti di vario tipo. Le dimensioni possono essere le più varie, da una piccola stanza di un'abitazione a una stanza molto grande di un'azienda, un supermercato, e così via. | Magazzino |
| Stanza dei giochi (playroom)                | Stanza adibita ai bambini. Può contenere giocattoli, tavoli per disegnare o fare puzzle o altre attività, e così via. | Sala giochi in Nebraska, 1914                                                                                            |
| Sala giochi                                 | Stanza pubblica o privata che contiene videogiochi. | |
| Sala slot                                   | Stanza pubblica o privata che contiene slot machine. | Stanza delle slot machine all'hotel Monte Carlo, Las Vegas                                                               |
| Soffitta                                    | Una stanza sottotetto di un edificio, formata dallo spazio al di sotto delle falde della copertura e al di sopra del solaio del soffitto del piano più alto. Collegata all'abitazione con una scala, fissa o retrattile, è normalmente utilizzata come ripostiglio di mobili e oggetti di utilizzo poco frequente                                                                                          | Una vecchia soffitta |
| Garage                                      | Stanza adibita ad ospitare un'auto, una moto o altri mezzi. | Vecchio garage - Museo Peugeot                                                                                           |
| Sala musica                                 | Stanza adibita a prove musicali, a volte che ospita strumenti musicali quando non viene utilizzata. | Sala musica all'interno dello Schloss Sanssouci a Potsdam                                                                |
| Stanza fumatori                             | Stanza che si trova nei locali pubblici adibita per i fumatori. | Antica stanza fumatori                                                                                                   |
| Sala riunioni                               | Stanza adibita a riunioni. Può contenere microfoni, proiettori, schermi e così via. Vengono tenuti convegni e riunioni di lavoro. | Sala riunioni |
| Sala di controllo                           | Stanza che contiene schermi collegati alle telecamera di una trasmissione televisiva. Può essere chiamata sala controllo anche una stanza adibita alla sicurezza nelle aziende, con gli schermi collegate alle telecamere di sicurezza. | Sala di controllo |
| Sala TV o sala cinema.                      | Stanza che contiene sedie per la visione della TV o un filmato proiettato, presente ad esempio nelle carceri e nelle scuole. | Sala TV o sala cinema.                                                                                                   |
| Sala da ballo                               | Una grande stanza all'interno di un edificio il cui scopo principale è quello di organizzare balli. | Cartolina della sala da ballo del Metropolitan Hotel di Fort Worth, Texas                                                |
| Sala del teatro                             | Grande stanza adibita agli spettatori e agli attori durante gli spettacoli teatrali. | Sala del teatro Chambéry con il sipario di Orfeo (2018)                                                                  |
| Stanza da lavoro                            | Stanza adibita a vari tipi di lavoro (informatico, elettrico, meccanico, catene di montaggio, sartoria, eccetera). Può contenere macchinari e materiale vario. | Stanza da lavoro, 1940                                                                                                   |
| Laboratorio                                 | Una stanza e dedicato allo studio di un determinato argomento, non necessariamente scientifico. | Michael Faraday, fisico e chimico del XIX secolo nel suo laboratorio                                                     |
| Stanza per allenamento o sala corsi         | Stanza pubblica o privata dotata di attrezzi per l'allenamento sportivo (ad esempio body building) e/o può essere utilizzata per corsi sportivi individuali o collettivi. Ne sono dotate ad esempio le palestre. | Stanza per allenamento                                                                                                   |
| Nursery ("stanza dei bambini")              | Una nursery è una camera da letto all'interno di una casa o di un'altra abitazione riservata a un neonato. Normalmente contiene una culla, un tavolo, una piattaforma per cambiare i pannolini (noto anche come fasciatoio), una sedia a dondolo, nonché vari oggetti necessari per la cura del bambino.                                                                                                   | Esempio di stanza nursery                                                                                                |
| Sala da tè                                  | Una sala da tè può essere una stanza messa da parte in un hotel soprattutto per servire il tè pomeridiano, o può essere uno stabilimento che serve solo tè alla crema. | Sala da tè presso lo Shantytown Heritage Park in Nuova Zelanda                                                           |
| Sala ristorazione o sala bar                | Stanza adibita per i clienti di un bar o di un ristorante. | Sala bar a Liverpool |
| Showroom (musei)                            | Stanza dedicata all'esposizione in un museo o in altri spazi pubblici o privati di oggetti d'arte (quadri, sculture, mobili antichi, eccetera) non in vendita. | Sala del plastico - Ferrania Film Museum                                                                                 |
| Showroom (negozi, concessionarie, eccetera) | Stanza dedicata all'esposizione di merci nei negozi. | Stanza d'ingresso con merci esposte, Singapore                                                                           |
| Sala da biliardo                            | Sala adibita per i giocatori di biliardo. Presente in luoghi pubblici (come i bar) o privati. | Sala da biliardo |
| Cella                                       | Una stanza genericamente adibita alla detenzione di una o più persone. | Una cella di prigione contemporanea in Germania                                                                          |
| Sala macchine (engine room)                 | Su una nave, la sala macchine è il vano dove si trovano i macchinari per la propulsione marina. | Una sala macchine di una nave da carico                                                                                  |
| Sala server                                 | Una stanza, generalmente climatizzata, dedicata al funzionamento continuo dei server dei computer. Un intero edificio o stazione dedicata a questo scopo è un data center. | Una sala server a Písek, Repubblica Ceca                                                                                 |
| Aula di Tribunale                           | Stanza adibita a svolgere i processi. | Corte Suprema del Regno Unito                                                                                            |
| Sala d'esame (in uno studio medico)         | Gli studi medici sono il luogo principale in cui vengono fornite le cure ambulatoriali e spesso sono il primo posto in cui una persona malata si rivolgerebbe alle cure, tranne in caso di emergenza, nel qual caso si andrebbe al pronto soccorso di un ospedale. Essi contengono le sale d'esame, ossia stanze dove avvengono esami medici di vario tipo.                                                | Una tipica sala d'esame in uno studio medico.                                                                            |
| Camera oscura                               | Una stanza, oscurata o illuminata da una luce inattinica rossa (per tutti i materiali ortocromatici, insensibili alla luce rossa) o giallo-verde (valida per alcuni tipi di materiali sensibili), generalmente carte fotografiche volutamente create per favorire un giudizio della stampa ancora non completa/finita, normalmente destinata ai processi di sviluppo del negativo e di stampa fotografica. | Moderna camera oscura per sviluppo e stampa in bianco e nero                                                             |
| Sala da poker (poker room)                  | Una stanza dotata di tavoli appositi per giocare a carte. | Sala da poker a Rio |
| Stanza dei giochi da tavolo                 | Stanza adibita ad allenamento e gare di giocatori di scacchi, dama, e così via. | Stanza dei giochi dedicata ai giocatori di scacchi                                                                       |
| Sala operatoria                             | Una stanza presente di norma negli ospedali, nella quale viene praticata l'attività di chirurgia. Al suo interno è garantita una costante bassa carica microbica. | Moderna sala operatoria                                                                                                  |
| Area di pausa o area ristoro                | Una stanza dove i dipendenti possono prendersi una pausa dal proprio lavoro. Può contenere distributori automatici, tavoli e sedie. | Area ristoro a Ferrara                                                                                                   |
| Sala di ricevimento                         | Stanza adibita al ricevimento di persone importanti o di invitati ad eventi come matrimoni, battesimi e così via. | Sala di ricevimento del Senato della Massachusetts State House                                                           |